# Josef Bader (Fußballspieler)
Josef Bader war ein deutscher Fußballspieler, der mit dem FC Bayern München 1932 die deutsche Meisterschaft gewann.

## Karriere
Bader gehörte zur Saison 1931/32 dem FC Bayern München an, mit dem er am Ende seiner Premierensaison die südbayerische Meisterschaft gewann und als Zweiter der süddeutschen Meisterschaft sich mit ihr als Teilnehmer an der Endrunde um die deutsche Meisterschaft qualifizierte. In dieser kam er beim 4:2-Sieg über Minerva 93 Berlin im Achtelfinale und beim 3:2-Sieg beim PSV Chemnitz im Viertelfinale zum Einsatz und trug somit zum Gewinn der deutschen Meisterschaft bei. Von 1933 bis 1939 war er für die Mannschaft in der Gauliga Bayern aktiv. Mit der Gauauswahl Bayern erreichte er im Gauauswahlwettbewerb um den Reichsbundpokal das Halbfinale, das er mit seinen Vereinsmitspielern Ludwig Goldbrunner, Sigmund Haringer, Franz Krumm, Ludwig Reitter und Wilhelm Simetsreiter jedoch gegen die Gauauswahl Südwest am 5. Januar 1936 in Augsburg mit 1:2 verlor.
Des Weiteren kam er am 28. August 1938 in der 1. Schlussrunde beim 7:0-Sieg über Union Böckingen aus dem Heilbronner Stadtteil und am 11. September 1938 in der 2. Schlussrunde bei der 1:2-Niederlage beim VfR Mannheim im Tschammerpokal zum Einsatz.

## Erfolge
- Deutscher Meister 1932
- Südbayerischer Meister 1932